# Syr Law
Crystal Dionne Porter, conocida profesionalmente como Syr Law es una actriz estadounidense. Ha actuado en papeles protagónicos en una variedad de películas que van desde comedias y dramas románticos hasta ciencia ficción.  Recibió una nominación al WMIFF y un premio en el Premio de la Crítica de Cine de Nollywood (NAFCA) por su actuación en " Paparazzi: Eye in the Dark ".  Esta misma película abrió la puerta a otros actores estadounidenses, ya que fue la primera actriz afroamericana en cruzar con éxito  todos los géneros africanos y ganar varios premios y nominaciones en todo el mundo.  

## Familia y primeros años
Nació como Crystal Dionne Porter, hija de Albert Wesley Porter y Miriam Gibson Porter. El padre de Law, jubilado de la ciudad de Miami, nació en Tallahassee, Florida, de Willie Pearle Porter, el primer AA.  para servir como instructor en el Hospital Mt. Sinai y Gilbert L. Porter, educador en el Estado de Florida. Law creció en Atlanta, Georgia, donde asistió a la Escuela Lovett de Educación Primaria. Sutton Middle y North Atlanta High School for International Studies sirvieron para sus estudios secundarios. La madre y el padre de Law le dieron una educación episcopal. En cuanto a la religión, ahora se autodenomina espiritual. Asistió a la Universidad de Hampton en Hampton, VA, donde recibió una licenciatura en inglés. Después de graduarse de la universidad, Law descubrió su amor por la actuación. El Festival de Dramaturgos Negros Actor's Express le valió una invitación al programa exclusivo de pasantes del teatro y le ofreció la oportunidad de actuar profesionalmente.

## Carrera
Law hizo su debut cinematográfico, acreditado con su nombre de nacimiento Crystal Porter, como estudiante de primer año en Pay The Price (2000). Siguió interpretando el papel de una masajista de buen corazón junto a Billy Dee Williams en Good Neighbor (2001), una atrevida cajera en Big Ain't Bad (2002) y una pasante políticamente agitada en Bottom (2004). Apareciendo en cuatro películas en 2005, Law apareció en su primera película de estudio para Lionsgate Films, El diario de una mujer negra loca de Tyler Perry, dirigida por Darren Grant. Ese año, Law protagonizó Camp DOA como un estudiante universitario en un viaje por carretera que salió mal; la película independiente de ciencia ficción aclamada por la crítica, Dark Remains; y Somebodies fue reconocida en el Festival de Cine de Sundance y se convirtió en un spin-off de BET como la primera serie con guion de la cadena. Al unirse al Screen Actors Guild en 2007, Law descubrió que su nombre de nacimiento estaba en uso. Utilizó las primeras cuatro letras de su nombre, invirtió el orden y omitió la última letra. Por tanto, Syr encontró su propia ley. La película Touching (2007) es el primer crédito de Law bajo su nombre profesional actual. En las elecciones (2008), Law interpretó a un ambicioso estudiante universitario. La película aclamada por la crítica What To Bring To America (2010) presentó a Law como una potencia internacional. Law trabajó con Allen Wolf en 2010 en Sleeper, In My Sleep y el mercado internacional se abrió para Law en 2011 en su célebre actuación como Pearl Wisdoms en Paparazzi: Eye in the Dark. En 2012, Law hizo su debut televisivo como Becky en Days of Our Lives de NBC.
También actuó en escena en 2007 en Una lección antes de morir, basada en la novela de Ernest J. Gaines, en el Actors' Group Theatre de Hollywood, interpretando a Vivian, la novia del personaje principal Jefferson, un hombre negro que es sentenciado injustamente. a muerte por el asesinato de un hombre blanco.  

## Filmografía
| Año  | Película                   | Role           | Notas                                                                            |
| ---- | -------------------------- | -------------- | -------------------------------------------------------------------------------- |
| 2012 | Days of Our Lives          | Becky          | Actriz                                                                           |
| 2012 | The Entrapped              |                | Actriz                                                                           |
| 2011 | Paparazzi Eye In The Dark  | Pearl Wisdoms  | Actriz coprotagonizada con Van Vicker, Tchidi Chikeri, Koby Maxwell, Chet Anekwe |
| 2010 | In My Sleep                | Babysitter     | Actriz                                                                           |
| 2010 | What To Bring To America   | Lily           | Actriz                                                                           |
| 2008 | Election                   | Female Student | Actriz                                                                           |
| 2007 | Touching                   | Karen          | Actriz                                                                           |
| 2006 | Somebodies                 | Taylor         | Actriz                                                                           |
| 2005 | Dark Remains               | Gail           | Actriz                                                                           |
| 2005 | Diary of a Mad Black Woman | Woman          | Actriz                                                                           |

### Premios
- Nominación al premio WMIFF 2011 - Mejor actriz en un papel principal " Paparazzi: Eye in the Dark "
- Premio NAFCA 2011 - Mejor actriz en un papel principal en una película de la diáspora " Paparazzi: Eye in the Dark "[13]
- PREMIO NAFCA 2012 - Mejor Actriz Protagónica en Diáspora "The Entrapped"